# مديرية أديامان
مُديريَّة أديامان هي إحدى مُديريات محافظة أديامان الواقعة في جنوب شرق الأناضول في تركيا ومقرها مدينة حصن منصور. تبلغ مساحتها 1814 كم² وبلغ عدد سكانها 312٫207 نسمة في عام 2021.

## التركيبة
تتكوَّن المديرية من ثلاث بلديات موزعة على كل من مدينة أديامان وبلدة كومور وبلدة يايلاقوناق، ومن 135 قرية هم:
- يوزونجوييل
- آغاجقوناق
- آغجين
- آغيقان
- آغورن
- أحمدخوجة
- آقجالي
- آقدره
- آقحصار
- آقبينار
- آقيازي
- البت
- عليبك
- آتاكنت
- آتاكوي
- آيدينلر
- باغدره
- باغليجا
- باغبينار
- باغبينار قيوجق
- باشبينار
- بطالهيوك
- بيبك
- بوزآتلي
- بوزهيوك
- بوزتبه
- بوركنك
- بوكلم
- بيوكقواقلي
- بيوكقريقلي
- جيناريق
- جقمقلر
- جامغازي
- جامليجه
- جاميوردو
- جتالآغاج
- جايرلي
- جايلي
- جمبرليطاش
- جوبان دادا
- دامديرماز
- دامليجا
- دارطاغان
- داودخان
- درينصو
- ديشبوداق
- دوغانلي
- طويران
- دوراق
- دوروقايناق
- دوزجه
- اكينجي
- الماجق
- اسنجه
- اسكي حصن منصور
- كريك أو بوغازوزه سابقًا
- كوكجاي
- كولبينار
- كوزه باشي
- كوزتبه
- كموشقيا
- كوناشلي
- كوزليورد
- حاجي خليل
- حسنجيك
- حسنكندي
- ايليجاك
- ايشيكلي
- اينجه باغ
- اينجه لر
- ايبكلي
- قلبورجي
- قره آغاج
- قره كول
- قره هويوك
- قره قوج
- قاشكوي
- قواق
- قياجيك
- قياديبي
- قيالي
- قيا اونو
- كمرقيا
- قندايرالي
- كيزيلجاهويوك
- كيزيلجابينار
- قوچ علي
- قوروكوي
- قوزان
- كوشاق قيا
- قوشتبه
- قيوجق
- قيولي
- كوجك حسنجيك
- كلافهيوك
- لقمان
- مالبيناري
- مستان
- اولغونلار
- اولاوكلو
- اورمانيجي
- بلانلي
- باشامزراسي
- بياملي
- بيناريايلا
- رزيب أو قياتبه سابقًا
- صاري خارمان
- صاريقيا
- سرهادلي
- شميكان
- شرفلي
- طاشكديك
- طاشبينار
- تاجر
- تكبينار
- ترمان
- طوبتبه
- اوغورجه
- اولودام
- اوزونكوي
- اوزونبينار
- اوجديرك
- وارليك
- يارماقيا
- يايلادامي
- يازيباشي
- جنجنك أو يازيجه سابقًا
- يازليك
- يدياولوق
- ينيجه
- ينيكوون
- ينيكوي
- يشيلاوه
- زي أو ايندره سابقًا
- زيارتبياملي